# Каповсін (Вашингтон)
Каповсін (англ. Kapowsin) — переписна місцевість (CDP) в США, в окрузі Пірс штату Вашингтон. Населення — 372 особи (2020).

## Географія
Каповсін розташований за координатами 46°58′25″ пн. ш. 122°13′51″ зх. д. / 46.97361° пн. ш. 122.23083° зх. д. (46.973609, -122.230845).  За даними Бюро перепису населення США в 2010 році переписна місцевість мала площу 13,29 км², з яких 10,67 км² — суходіл та 2,62 км² — водойми.

## Демографія
Згідно з переписом 2010 року, у переписній місцевості мешкали 333 особи в 138 домогосподарствах у складі 94 родин. Густота населення становила 25 осіб/км².  Було 171 помешкання (13/км²).
Расовий склад населення:
| - 90,7 % — білих - 1,5 % — корінних американців - 1,5 % — азіатів - 0,3 % — чорних або афроамериканців |

До двох чи більше рас належало 5,4 %. Частка іспаномовних становила 5,4 % від усіх жителів.
За віковим діапазоном населення розподілялося таким чином: 21,9 % — особи молодші 18 років, 67,0 % — особи у віці 18—64 років, 11,1 % — особи у віці 65 років та старші. Медіана віку мешканця становила 42,6 року. На 100 осіб жіночої статі у переписній місцевості припадало 125,0 чоловіків;  на 100 жінок у віці від 18 років та старших — 132,1 чоловіків також старших 18 років.
Середній дохід на одне домашнє господарство  становив 86 408 доларів США (медіана — 73 984), а середній дохід на одну сім'ю — 82 551 долар (медіана — 65 938). 
Цивільне працевлаштоване населення становило 127 осіб. Основні галузі зайнятості: освіта, охорона здоров'я та соціальна допомога — 37,0 %, роздрібна торгівля — 14,2 %, науковці, спеціалісти, менеджери — 13,4 %.